# Tuija Lindström
Tuija Lydia Elisabeth Lindström (5 de mayo de 1950-26 de diciembre de 2017) fue una fotógrafa y artista  suecofinlandesa. Fue profesora del Escuela de Fotografía y Cine de la Universidad de Gotemburgo entre 1992 y 2001. 
A principios de los 90, se volvió famosa por la calidad de sus fotos en blanco y negro de mujeres flotando en una lago negro, serie que llamó Girls at Bull's Pond. Sus imágenes en este momento abordaban temas feministas, pero desde una perspectiva diferente a la que ha sido habitual en Suecia.
Fue invitada a múltiples exposiciones en todo el mundo como las de Moderna Museet de Estocolmo, el Houston Art Museum en los Estados Unidos o el Museo de Fotografía de Finlandia de Helsinki. Su exposición de 2012 A Dream If Ever There Was One del Hasselblad Center de Gotemburgo presentaba una visión general de su trabajo que incluye paisajes, retratos, desnudos y bodegones en colaboración con el Museo de Fotografía de Finlandia.